# 頭塔
頭塔（ずとう）は、奈良県奈良市にある土製の塔。
1辺32mの正方形を基に、高さ10m、7段の方形段を積み上げた階段ピラミッド状の構造をしている。奈良時代の建造で、東西南北の各面に石仏を配置する。
1922年（大正11年）3月8日、国の史跡に指定された。

## 概要

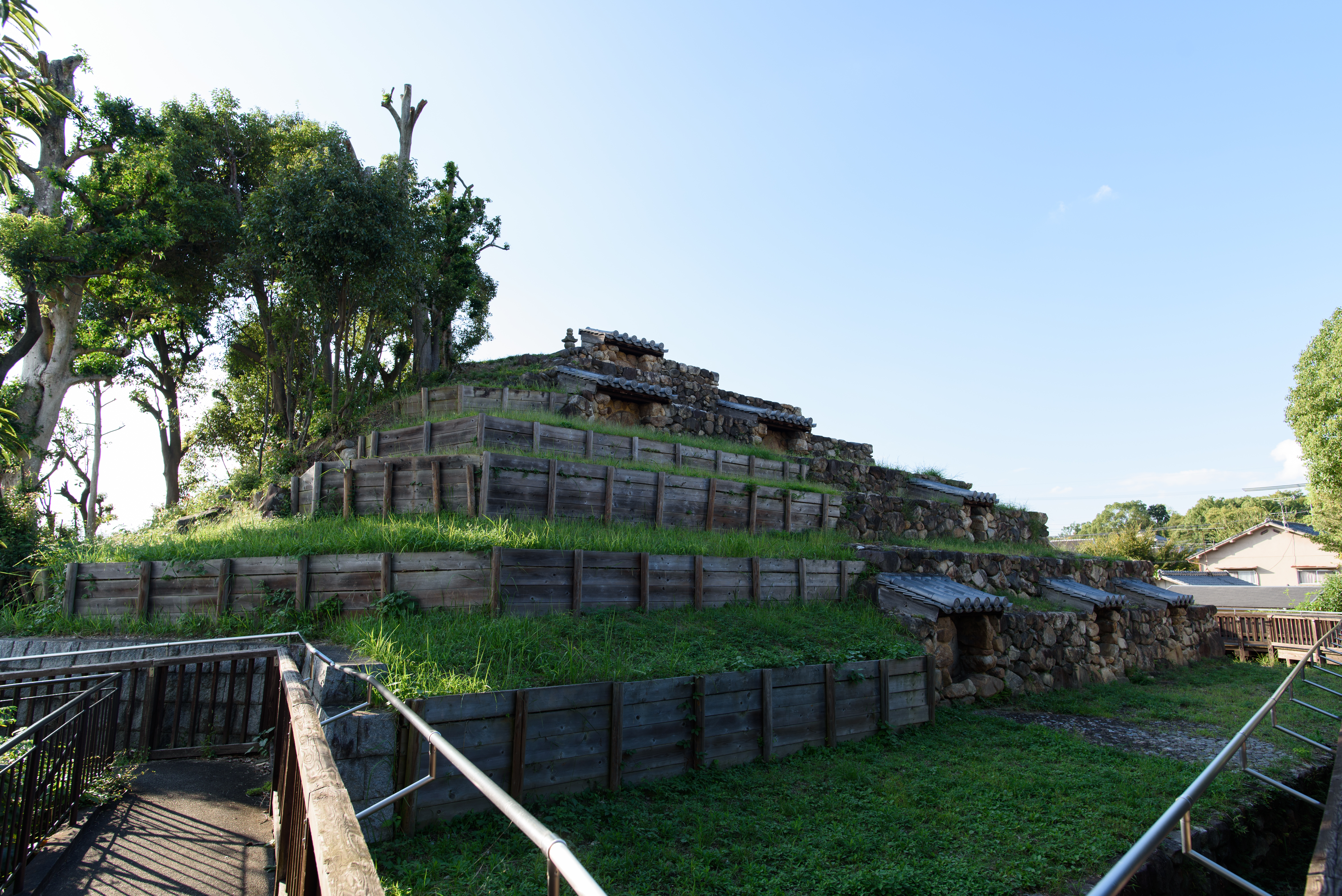
南東部より撮影

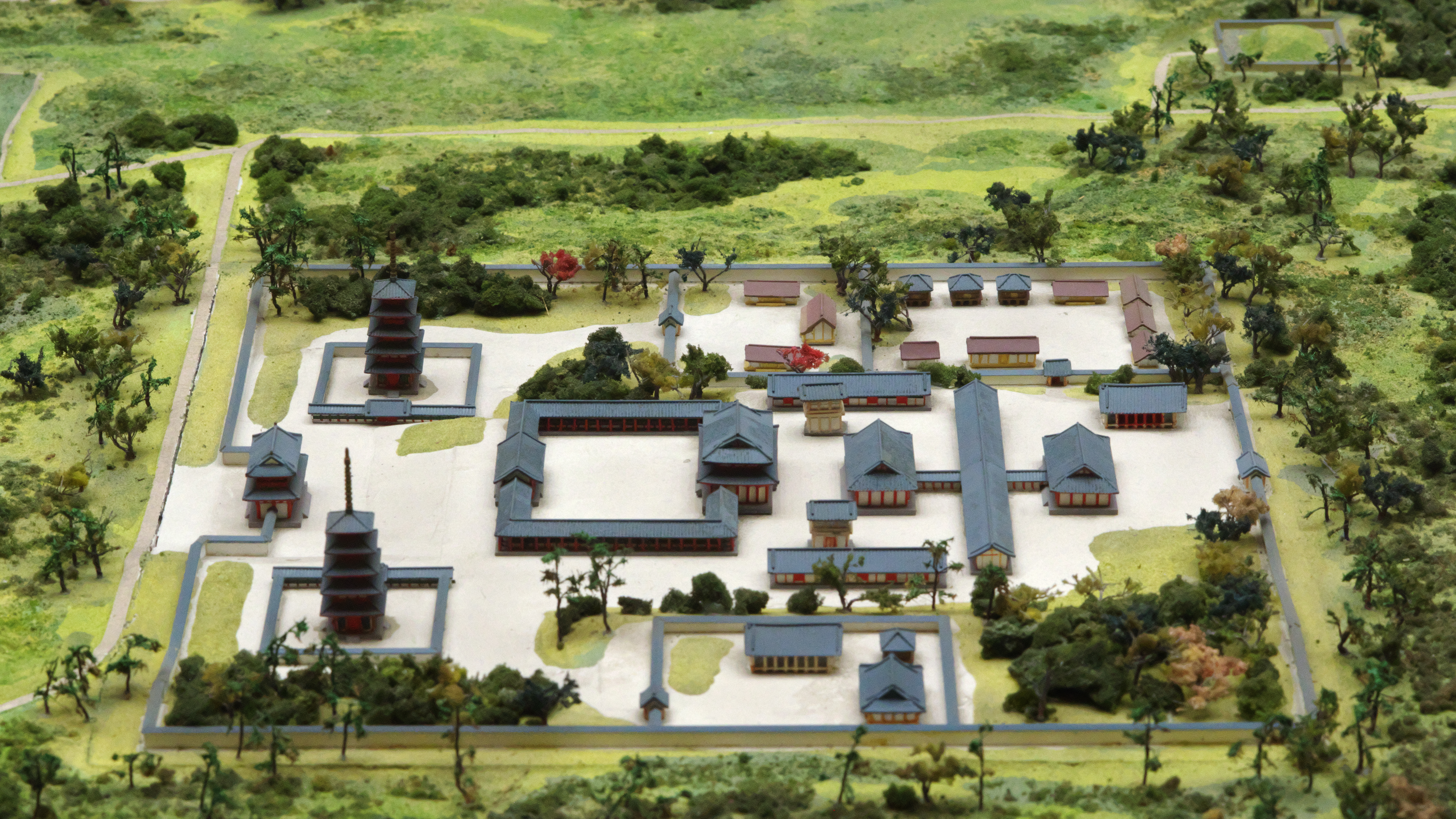
創建時新薬師寺伽藍と頭塔の模型（奈良市役所所蔵平城京1/1000模型の一部）
東側から見る。頭塔は写真右上にある

頭塔は盛土の表面を石で覆い、44体の石仏を配した日本では稀有の仏塔である。
『東大寺要録』の記録では、神護景雲元年（767年）に、奈良時代の僧、実忠によって造営されたという。奈良時代には石仏を諸処に見かけるが、頭塔は大野寺跡のほかは類例を見ない。そこでは「土塔」（どとう）と表記されている。 実忠が造った土塔であるということは平安時代末には忘れ去られた。その後、興福寺の寺域拡張で取り込まれ、菩提を弔う興福寺菩提院には玄昉の墳墓があるとされ、それと合わせた形で、玄昉首塚伝承が生まれ、平安時代の大江親通『七大寺巡礼私記』（保延6年1140年刊）にその伝承が書かれ、やがて玄昉の首塚である、という伝承が広範囲に広まった。そして、「どとう」が転訛して「ずとう」と称されるようになり、玄昉首塚説との関連で、「頭塔」という漢字が当てられたものと考えられる。
昭和になってからの研究では、石田茂作が「奈良時代末期においてインドの新様式を取り入れた最先端な仏塔」と結論づけた。
頭塔の各段には、浮彫（一部線彫）の石仏が配置されている。石仏のうち当初から露出していた13基が1977年（昭和52年）、重要文化財に指定され、2002年（平成14年）にはその後の発掘調査で見出された石仏14基のうち9基が追加指定されている。石仏は当初は東西南北の各面に11基ずつ、計44基設置されていたものと推定される。東・西・北面の石仏は復元整備後、屋根付きの壁龕に安置されているが、南面の石仏は土の上に直接置かれている。
奈良文化財研究所による1986年（昭和61年）からの発掘調査終了後、北半部は復元保存、南半部は発掘前の現状保存の形で残されている。塔は版築による方形の土壇で、基壇は一辺32メートル、高さ1.2メートル。上壇になるにしたがって3メートルずつ縮小して、最上壇は一辺6.2メートルである。高さは奇数壇で1.1メートル、偶数壇で0.6メートル、基壇裾から最上壇までは約10メートルの高さである。
その形態に類似性が認められる日本国内の遺址として、堺市の大野寺跡に見られる「土塔」がある。
従来、頭塔は建物に囲まれ周辺からはよく見えなかったが、隣接していたホテルウェルネス飛鳥路の取り壊しにより現在では周辺からも見えるようになっている。

## 発掘調査
現在の頭塔は、実忠が指揮して建造したものだが、奈良国立文化財研究所の発掘調査で、その下層にさらに一時期古い三重の土塔が発見され、正倉院文書「造南寺所解」から、天平宝字4年（760年）に別の人物により造営されたものと判定した。その際6世紀の古墳を破壊してその上に築造したものであった。実忠の建造はそれを引き継いで改修して塔身自体はほとんど解体して造りなおしたうえ完成させたものとみられる。実忠の改修は、その前から天平神護元年（765年）に良弁の命で東大寺の南の春日谷に堤・池を造っていて、元の東大寺領の境から、さらにその南の丘陵全体の開発をして、東大寺の南方への寺域の拡張を目指したものと指摘している。

## 指定文化財

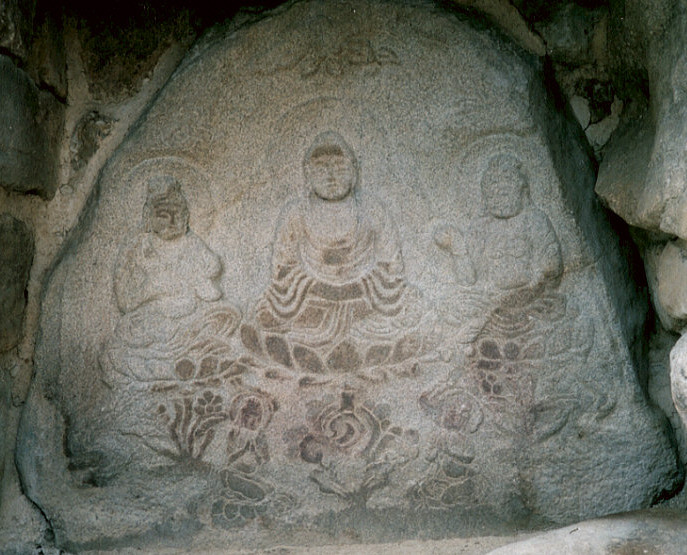
石仏のうち「浮彫如来及両脇侍二侍者像」（東面第一段）

以下の石仏22基が「頭塔石仏」の名称で、一括して重要文化財に指定されている。(*)は2002年追加指定。
- 浮彫如来及一侍者像（北面第一段右）(*)
- 浮彫如来及両脇侍二侍者像（北面第一段中央）
- 線彫如来立像（北面第一段左から2番目）(*)
- 浮彫如来及両脇侍二侍者像（北面第三段中央）
- 浮彫如来坐像（北面第五段右）(*)
- 浮彫三如来坐像（北面第五段左）(*)
- 浮彫如来及両脇侍二侍者像（北面第七段中央）
- 線彫諸尊像（東面第一段右から2番目）(*)
- 浮彫如来及両脇侍二侍者像（東面第一段中央）
- 浮彫諸尊像（東面第三段右）(*)
- 浮彫如来及両脇侍二侍者像（東面第五段右）(*)
- 浮彫二如来及六侍者像（東面第五段左）(*)
- 浮彫如来及両脇侍二侍者像（南面第一段中央）
- 浮彫如来及一侍者像（南面第一段左）
- 浮彫如来坐像（南面第三段右）
- 浮彫如来及両脇侍二侍者像（南面第三段中央）
- 浮彫如来坐像（南面第五段右）
- 浮彫如来樹下坐像（西面第一段右端）
- 浮彫如来及両脇侍二侍者像（西面第一段中央）
- 線彫涅槃図（西面第一段左から2番目）
- 浮彫如来坐像（西面第三段中央）(*)
- 浮彫如来及両脇侍二侍者像（西面第七段中央）

## 見学
- 見学には管理費として300円が必要[13]。
- 見学希望者は、頭塔の南にある仲村表具店に申し出る（店主不在時は見学できない）[13]。
- 春と秋には特別公開が行われる。予約は不要[13]。
- なお、改修前は丘の上の方まで登って石仏を見学できた。